# The Beatles: Get Back
The Beatles: Get Back è un programma televisivo documentario del 2021 diretto da Peter Jackson. L'opera ha come protagonisti i Beatles impegnati nella creazione dell'album che nella forma definitiva si sarebbe intitolato Let It Be (in luogo dell'originale  Get Back) e nella pianificazione della loro prima esibizione dal vivo dopo tre anni. Il documentario contiene il celebre concerto dei Beatles sul tetto della Apple.

## Trama
Il montaggio finale mostra 21 giorni in studio di registrazione mentre i Beatles stanno incidendo l'album successivo, unitamente al progetto di un concerto e di un film, e culmina con l'esibizione completa del celebre "rooftop concert" della durata di 42 minuti. Jackson ha descritto la serie "un documentario su un documentario", ma anche un film più "duro" rispetto a Let It Be - Un giorno con i Beatles, poiché include anche eventi controversi come l'abbandono momentaneo del gruppo da parte di George Harrison, che non veniva mostrato nel precedente film. Con l'eccezione di specifiche inquadrature non reperibili altrimenti, la maggior parte del materiale che era stato presentato in Let It Be non è stato riutilizzato in Get Back, e la serie ricorre principalmente a filmati catturati da angolazioni di ripresa alternative nel caso di sequenze condivise tra i due lavori. Secondo Jackson, questa scelta è stata fatta per "non pestare i piedi a Let It Be in modo che sia ancora un film che ha una ragione di esistere".
Ben Sisario del The New York Times ha sottolineato la scena di apertura della serie, tratta dal gennaio 1969, dove McCartney crea la canzone Get Back "dal nulla" mentre aspetta Lennon che è in ritardo. Secondo Sisario, l'unico obiettivo di Lennon nel progetto Get Back era "comunicare con il pubblico"; McCartney aveva chiesto alla band di "mostrare entusiasmo per il progetto o abbandonarlo", e Harrison contemplava apertamente "un divorzio" (dai Beatles), mentre l'intera band era infastidita dalla presenza di Yoko Ono alle sessioni. In altre scene, Ringo Starr offre a Ono un pezzo di gomma da masticare, Linda McCartney e Ono sospirano mentre la band suona Let It Be, Harrison impressiona il resto del gruppo con una cover di un brano di Bob Dylan, McCartney reinterpreta Strawberry Fields Forever con il plauso di Lennon, e McCartney difende Yoko Ono mentre è triste per la fine della band.

## Produzione
Il materiale presente nel documentario è stato restaurato dalla Park Road Post Production di Wellington ed è il risultato finale di oltre cinquantasei ore di filmati inediti e centocinquanta ore di audio mai ascoltati prima.
Jackson ha passato circa quattro anni a montare la serie. Egli si avvalse della collaborazione dei Beatles superstiti, Paul McCartney e Ringo Starr, e delle vedove di John Lennon (Yōko Ono) e George Harrison (Olivia Harrison), come anche del supervisore musicale Giles Martin (figlio di George Martin e regolare produttore dei progetti inerenti ai Beatles dal 2006). Riguardo al progetto, McCartney disse: «Sono davvero felice che Peter abbia scavato nei nostri archivi per realizzare un film che mostri la verità sulle registrazioni dei Beatles insieme», mentre Starr aggiunse: «C'erano ore e ore di noi che ridevamo e suonavamo musica, non era per niente come nel film Let It Be uscito [nel 1970]. C'era molta gioia e penso che Peter lo dimostrerà».
Nel giugno 2021 viene annunciata la trasformazione del documentario da film a miniserie televisiva, di sei ore.

## Promozione
Il primo video promozionale del documentario è stato diffuso il 21 dicembre 2020, mentre il primo trailer è stato diffuso il 13 ottobre 2021.
La distribuzione è stata preceduta dalla pubblicazione di un libro omonimo, il primo ufficialmente accreditato alla band fin da The Beatles Anthology del 2000, con la prefazione di Peter Jackson e un'introduzione di Hanif Kureishi. Il libro illustrato avrebbe dovuto essere pubblicato il 31 agosto 2021 in coincidenza con la data iniziale di distribuzione del documentario, ma alla fine l'uscita viene posticipata al 12 ottobre.

## Distribuzione
La miniserie, inizialmente prevista per il 2020, è stata rinviata a causa della pandemia di COVID-19 al 27 agosto 2021 e successivamente posticipata al 25 novembre 2021.

### Home video
The Beatles: Get Back è stata pubblicata in formato DVD e Blu-ray il 12 luglio 2022, in lingua originale e con sottotitoli in tedesco, francese e spagnolo.

## Accoglienza

### Critica
Sull'aggregatore Rotten Tomatoes la miniserie riceve il 93% delle recensioni professionali positive, con un voto medio di 8,5 su 10 basato su 119 recensioni, mentre su Metacritic ottiene un punteggio di 85 su 100 basato su 28 recensioni.

## Riconoscimenti
- 2022 – ACE Eddie Awards[15]
  - Candidatura per il miglior montaggio in un documentario non distribuito al cinema a Jabez Olssen (episodio 3)
- 2022 – Cinema Audio Society Awards[16]
  - Candidatura per il miglior sonoro in uno speciale televisivo (episodio 3)
- 2022 – Critics Choice Documentary Award[17]
  - Miglior documentario musicale
  - Miglior mini-serie documentario
- 2022 – Golden Reel Awards[18]
  - Candidatura per il miglior montaggio sonoro in un documentario non cinematografico (episodio 3)
- 2022 – MTV Movie & TV Awards[19]
  - Candidatura per il miglior documentario musicale
- 2022 – Producers Guild of America Awards[20][21]
  - Miglior prodotto televisivo